# نواليخو
بلدية نواليخو (بالإسبانية: Noalejo) هي بلدية تقع في مقاطعة خاين التابعة لمنطقة أندلوسيا جنوب إسبانيا.

## الديموغرافيا
بلغ عدد سكان بلدية نواليخو 2.095 نسمة عام 2011 (وفقاً للمعهد الوطني للإحصاء الإسباني).
| 2.408 | 2.298 | 2.170 | 2.155 | 2.060 | 2.023 | 2.095 |